# 바람의 저편
《바람의 저편》(The Other Side Of The Wind)은 미국에서 제작된 오슨 웰스 감독의 2018년 코미디, 드라마 영화이다. 스테판 오드랑 등이 주연으로 출연하였다.
1970년 촬영이 시작되었고 1976년까지 촬영의 시작과 중단이 반복되었다. 1980년대에 이 프로젝트를 간헐적으로 계속해나갔으나 법적, 재정적, 정치적 문제로 완성되지 못하고 있었다.
웰스 감독이 1985년 사망한 이후 이 미완성 영화를 다시 만들려는 여러 시도가 있었다. 2014년, 로얄 로드가 권리를 인계받았다. 2018년 8월 31일 제75회 베니스 국제영화제에서 초연되었으며 2018년 11월 2일 넷플릭스를 통해 개봉되었다.

## 출연

### 주연
- 스테판 오드랑
- 피터 보그다노비치
- 끌로드 샤브롤
- 카메론 크로우
- 게리 그레이버

### 조연
- 커티스 해링턴
- 데니스 호퍼
- 폴 헌트
- 존 휴스턴
- 헨리 자그롬
- 오자 코다
- 리치 리틀
- 폴 마주르스키
- 조셉 맥브라이드
- 멀시데스 맥캠브릿지
- 캐머런 미첼
- 에드먼드 오브라이언
- 릴리 팔머
- 로버트 랜덤
- 베니 루빈
- 수잔 스트라스버그